# IC 569
IC 569 — галактика типу E? (еліптична галактика) у сузір'ї Лев.
Цей об'єкт міститься в оригінальній редакції індексного каталогу.